# Multiplicadora
La multiplicadora es el elemento del aerogenerador que multiplica las revoluciones de giro del conjunto buje-aspas y divide en la misma proporción la fuerza de dicho eje.
La velocidad de giro del conjunto eje-palas (el elemento que vemos moverse desde el exterior del aerogenerador) suele oscilar entre las 15 y las 25 rpm en función del viento y de la forma constructiva del aerogenerador. Pero debido a las frecuencias eléctricas de las redes nacionales e internacionales (50 Hz en Europa y parte del mundo y 60 Hz en Estados Unidos y parte del mundo) esta velocidad de giro es insuficiente teniendo que elevarse a un régimen de giro de en torno a 1200 - 1800 rpm en función del tipo de generador y frecuencia. 

## Constitución
Este elemento consta de una serie de engranajes que en varias etapas (entre 3 y 4 etapas normalmente) aumenta la velocidad del eje cardán que une el eje de salida de la multiplicadora con el eje del generador. Por lo tanto, en su etapa de entrada suele tener entre 15-25 rpm y entre 1200 y 1800 rpm en la etapa de salida. 	 
Es en este elemento donde se sitúa la mayor pérdida de rendimiento del aerogenerador. Para minimizar en lo máximo posible todo ello los engranajes suelen ir sumergidos en aceite lubricante y este mismo aceite se hace circular por un circuito que lo filtra, lo enfría y lo reparte por todos los elementos móviles. Este sistema de circulación consta de distintos elementos. Un grupo motobomba que lo hace circular por el circuito y que lo eleva hasta un intercooler que lo refrigera y que posteriormente lo pasa por un filtro con un sensor que alerta ante una alta cantidad de impurezas depositadas en él. Una serie de sensores miden las velocidades en distintos elementos, temperaturas, posiciones, etc…
Actualmente, las empresas punteras en el sector de los aerogeneradores están desarrollando distintas tecnologías (el generador multipolo es la más fuerte de ellas) para prescindir de este elemento y así obtener un mayor rendimiento, minimizar averías, reducir el peso (este elemento suele pesar en torno de 15 TM en función de la potencia nominal del aerogenerador) y así rentabilizar antes el aerogenerador.
- Datos: Q5391193

Se podría romper si se pasa de velocidad, por eso en los molinos de viento hay un freno, que hace que este no se rompa.